# Прикарпатський науково-аналітичний центр
Прикарпатський науково-аналітичний центр — неурядова, неприбуткова, регіональна, міжвідомча науково-координаційна установа, яка об'єднує вчених Івано-Франківщини.

## Загальний опис
Прикарпатський науково-аналітичний центр спрямовує зусилля на вирішення актуальних наукових, технічних регіональних проблем з метою (подальшого) соціально-економічного розвитку краю шляхом розробки і впровадження інноваційних проектів.
Заснований в 2000 році.
Зареєстрований в Івано-Франківській обласній адміністрації
Фундатор — Прикарпатський національний університет імені Василя Стефаника
Ініціатор і керівник Центру — доктор економічних наук, професор Прикарпатського національного університету ім. В. Стефаника Ткачук Ірина Григорівна

## Основні напрямки діяльності
- інформаційно-аналітична і науково-дослідницька діяльність;
- науково-практичні дослідження з проблем інформації, управління і місцевого самоврядування;
- формування довідково-інформаційного фонду, бази даних для забезпечення просвітницької та науково-дослідницької діяльності у сфері місцевого самоврядування;
- редакційно-видавнича діяльність;
- організація наукових конференцій, семінарів, виставок;
- методичне забезпечення патентно-ліцензійної, винахідницької та раціоналізаторської роботи у регіоні, забезпечення юридичних та фізичних осіб регіону нормативно-методичними матеріалами у сфері винахідництва та патентознавства;
- інформаційне, консалтингове забезпечення інноваційної діяльності суб'єктів підприємницької діяльності, узагальнення досвіду муніципальних перетворень.

Прикарпатський науково-аналітичний центр працює над розробкою та впровадженням таких проектів:
- «Агросервісні кооперативи: до зростання — через неприбутковий статус», метою якого є створення неприбуткових організацій, що надають послуги своїм учасникам-клієнтам — селянським та фермерським господарствам, а також удосконалення місцевих нормативно-правових актів, сприяння кооперативному руху і аграрному підприємництву в Івано-Франківській області;
- «Облігації місцевих запозичень: випуск та правове регулювання», основною метою якого є аналіз практики здійснення місцевих запозичень в країнах з ефективною системою місцевого самоврядування; розробка ефективних механізмів ціноутворення на ринку місцевих запозичень; розробка національних показників рейтингової оцінки емітентів місцевих позик; впровадження теорії та практики фінансово-економічної безпеки муніципальних утворень; розробка проекту правових норм для випуску облігацій та інших видів місцевих запозичень;
- «Паспортизація об'єктів культурної спадщини області», яким передбачено створення інформаційної бази туристичних ресурсів краю, їх обліку, контролю задля ефективного їх використання;
- «Програмно-цільовий метод бюджетування», метою якого є опрацювання моделі фінансування місцевих бюджетів за програмно-цільовим методом.

## Окремі акції, заходи, проекти організації
- Прикарпатський науково-аналітичний центр — співвидавець НАУКОВОГО ЗБІРНИКА «Актуальні проблеми розвитку економіки регіону», який включено до переліку фахових видань згідно з постановою Президії ВАК України від 18 січня 2007 року № 1-05/1[3] ISSN 2518-7589 (Online), ISSN 2313-8246 (Print)
- Прикарпатський науково-аналітичний центр — ініціатор проекту «Виробництво дитячого молочного харчування на основі екологічно чистого коров'ячого молока в Рогатинському районі»[4]
- На замовлення ДП «Калуська ТЕЦ» Прикарпатський науково-аналітичний центр під керівництвом професора Ірини Ткачук провів дослідження виробничо-господарської діяльності ТЕЦ і ДМП «Калуштеплокомуненерго»[5]
- З ініціативи регіональної Івано-Франківської торгово-промислової палати та Прикарпатського науково-аналітичного центру в Палаті проведено «круглий стіл» з проблем формування внутрішнього товарного ринку в області[6]